# Fluoruro di gadolinio
Il fluoruro di gadolinio è il sale di gadolinio dell'acido fluoridrico, di formula GdF3.

## Preparazione
Il fluoruro di gadolinio può essere ottenuto attraverso la reazione dell'ossido di gadolinio con l'acido fluoridrico.
{\displaystyle \mathrm {Gd_{2}O_{3}+6\ HF\longrightarrow 2\ GdF_{3}+3\ H_{2}O} }

## Proprietà
Il fluoruro di gadolinio è un solido bianco insolubile in acqua. Possiede una struttura cristallina ortorombica con gruppo spaziale Pnma (Nr. 62).

## Applicazioni
Il fluoruro di gadolinio viene impiegato nella produzione dei vetri fluorurati.